# Iris Adami Corradetti
Iris Adami Corradetti (Milano, 19 marzo 1904 – Padova, 26 giugno 1998) è stata un soprano, e poi insegnante di canto lirico, italiano.

## Biografia

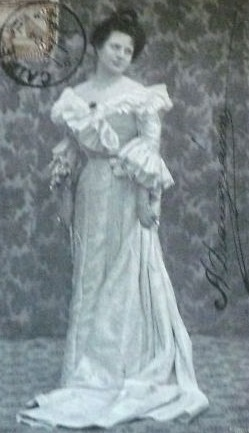
La madre Bice Adami

Soprano lirico dai mezzi meravigliosi, di intelligenza e di precisione impeccabili. La sensibilità e la squisitezza del suo orecchio sono proverbiali, e la sua intonazione immacolata. Essa può servire da diapason a tutti i colleghi. Con il timbro chiaro e senz'ombre della sua voce e con il suo dire largo e semplice ella tocca quasi la perfezione. Si vede che la gentile cantatrice non cessa di studiare e di amare la sua arte, studiò pianoforte e canto da autodidatta, con i consigli dei propri genitori, il soprano Bice Adami e il padre, il baritono e critico musicale Ferruccio Corradetti. Debuttò nel 1926 al Teatro Dal Verme di Milano, nella parte di Coralità nell'opera Anima allegra di Franco Vittadini. Nel 1928 fu protagonista al Teatro alla Scala di Milano interpretando la parte di Rosalina nell'opera Sly di Ermanno Wolf-Ferrari. Nella stessa stagione del teatro milanese, cantò nella sua prima parte mozartiana, quella di Barbarina ne Le nozze di Figaro e nel 1927 Marianna/modista ne Il cavaliere della rosa diretta da Ettore Panizza con Conchita Supervia.
La Adami Corradetti aveva un repertorio vasto che comprendeva ottanta opere, di cui trentacinque furono prime esecuzioni assolute, e circa cento ruoli, di compositori del primo Romanticismo, come Wolfgang Amadeus Mozart e Domenico Cimarosa, passando da Giuseppe Verdi a Giacomo Puccini e Pietro Mascagni, fino agli autori contemporanei quali Alberto Franchetti, Giuseppe Mulè e soprattutto Ermanno Wolf-Ferrari (fu protagonista di quasi tutte le sue opere). Le parti che più contraddistinsero la sua intensa carriera furono quelle di Francesca, in Francesca da Rimini di Riccardo Zandonai e le pucciniane Madama Butterfly e Liù. Negli anni trenta partecipò alle registrazioni di alcune opere per la radio italiana dell'epoca, l'EIAR. Si ritirò ufficialmente dalle scene il 28 gennaio 1946, durante uno dei celebri concerti Martini & Rossi; anche se il 18 marzo 1957, invitata ad un concerto, diede l'addio definitivo alla sua carriera. 
Lasciata l'attività teatrale, il soprano si dedicò all'insegnamento del canto a Conservatorio Benedetto Marcello di Venezia; tra i suoi allievi più celebri vanno ricordati: i soprani Katia Ricciarelli, Rosanna Lippi, Mara Zampieri, Alessandra Mantovani Giambello e Norma Fantini, i mezzosoprani Lucia Valentini Terrani e Gloria Scalchi, i baritoni Antonio Salvadori, Franco Boscolo e Wladimiro Ganzarolli. Partecipò a giurie di tantissimi concorsi, tenne conferenze e master-class, in Italia e all'estero, per la sua competenza le vennero assegnati incarichi di direzioni artistiche. Fu invitata da Herbert von Karajan al Festival di Salisburgo, dopo questo invito la Corradetti vi ritornò per altri 14 anni durante i corsi estivi di canto. Dal 1985 a Padova, sua città di adozione, viene organizzato ogni anno il prestigioso concorso internazionale per giovani cantanti lirici, dedicato al celebre soprano. Della sua voce restano poche incisioni discografiche: solo tre brani d'opera registrati nel 1940 per la Cetra e una serie di arie da camera, provenienti da registrazioni live e oggi rimasterizzate in CD.

## Repertorio
| Ruolo                 | Titolo                    | Autore           |
| --------------------- | ------------------------- | ---------------- |
| Elisetta              | Il matrimonio segreto     | Cimarosa         |
| Colombina             | Le maschere               | Mascagni         |
| Barbarina             | Le nozze di Figaro        | Mozart           |
| Donna Elvira          | Don Giovanni              | Mozart           |
| Cio-Cio-San           | Madama Butterfly          | Puccini          |
| Giorgetta             | Il tabarro                | Puccini          |
| Liù                   | Turandot                  | Puccini          |
| Povarikha             | La fiaba dello zar Saltan | Rimskij-Korsakov |
| Marianna Leitmetzerin | Il cavaliere della rosa   | Strauss          |
| Elsa di Brabante      | Lohengrin                 | Wagner           |
| Felice                | I quatro rusteghi         | Wolf-Ferrari     |
| Rosalina              | Sly                       | Wolf-Ferrari     |
| Lucieta               | Il campiello              | Wolf-Ferrari     |
| Francesca da Polenta  | Francesca da Rimini       | Zandonai         |

## Discografia
- Giacomo Puccini, Madama Butterfly: Un bel dì vedremo
- Pietro Mascagni, Lodoletta: Flammen perdonami
- Riccardo Zandonai, Francesca da Rimini: Paolo, datemi pace
- Franco Alfano: Ninna nanna partenopea
- Gabriel Fauré: Les berceaux - Notre amour - Automne
- Riccardo Zandonai: Lontana
- Giorgio Federico Ghedini: Dì, Maria dolce
- Maurice Ravel: Cinq melodies populaires grecques
- Manuel de Falla: Asturiana - Nana - Jota (da Sette canzoni spagnole)
- Goffredo Petrassi: Benedizione
- Edvard Grieg: Ein Swan
- Igor' Fëdorovič Stravinskij: Pastorale